# Montigny-sur-l'Hallue
Pour les articles homonymes, voir Montigny et Hallue (homonymie).
Montigny-sur-l'Hallue est une commune française située dans le département de la Somme, en région Hauts-de-France.

## Géographie

### Localisation

#### Communes limitrophes
Le sol de la commune appartient aux formations tertiaire et quaternaire ; il laisse difficilement passer l'eau. Le fond de la vallée de l'Hallue est recouvert d'alluvions ; le long des pentes, on rencontre des marnes et glaises vertes. Les marnes et calcaires constituent les deux tiers du territoire.
La vallée de l'Hallue se ramifie en plusieurs petits vallons non dénommés. L'altitude culminante se trouve au nord-ouest.
Au-dessus des terres glaises vertes, une nappe d'eau souterraine alimente les puits de la commune et des sources. La plus abondante de ces sources est celle de la fontaine publique située au sud-ouest.
Le cours de l'Hallue est habituellement faible. En temps de pluies prolongées ou de fonte des neiges, elle est alimentée par plusieurs ruisseaux.

### Hydrographie

#### Réseau hydrographique
La commune est située dans le bassin Artois-Picardie. Elle est drainée par la rivière d'Hallue.
L'Hallue, d'une longueur de 16 km, prend sa source dans la commune de Vadencourt et se jette  dans la Somme canalisée en limite des communes de Daours et de Vecquemont, après avoir traversé onze communes. Les caractéristiques hydrologiques de l'Hallue sont données par la station hydrologique située sur la commune. Le débit moyen mensuel est de 0,557 m3/s. Le débit moyen journalier maximum est de 3,28 m3/s, atteint lors de la crue du 28 avril 2001. Le débit instantané maximal est quant à lui de 3,48 m3/s, atteint le 27 avril 2001.

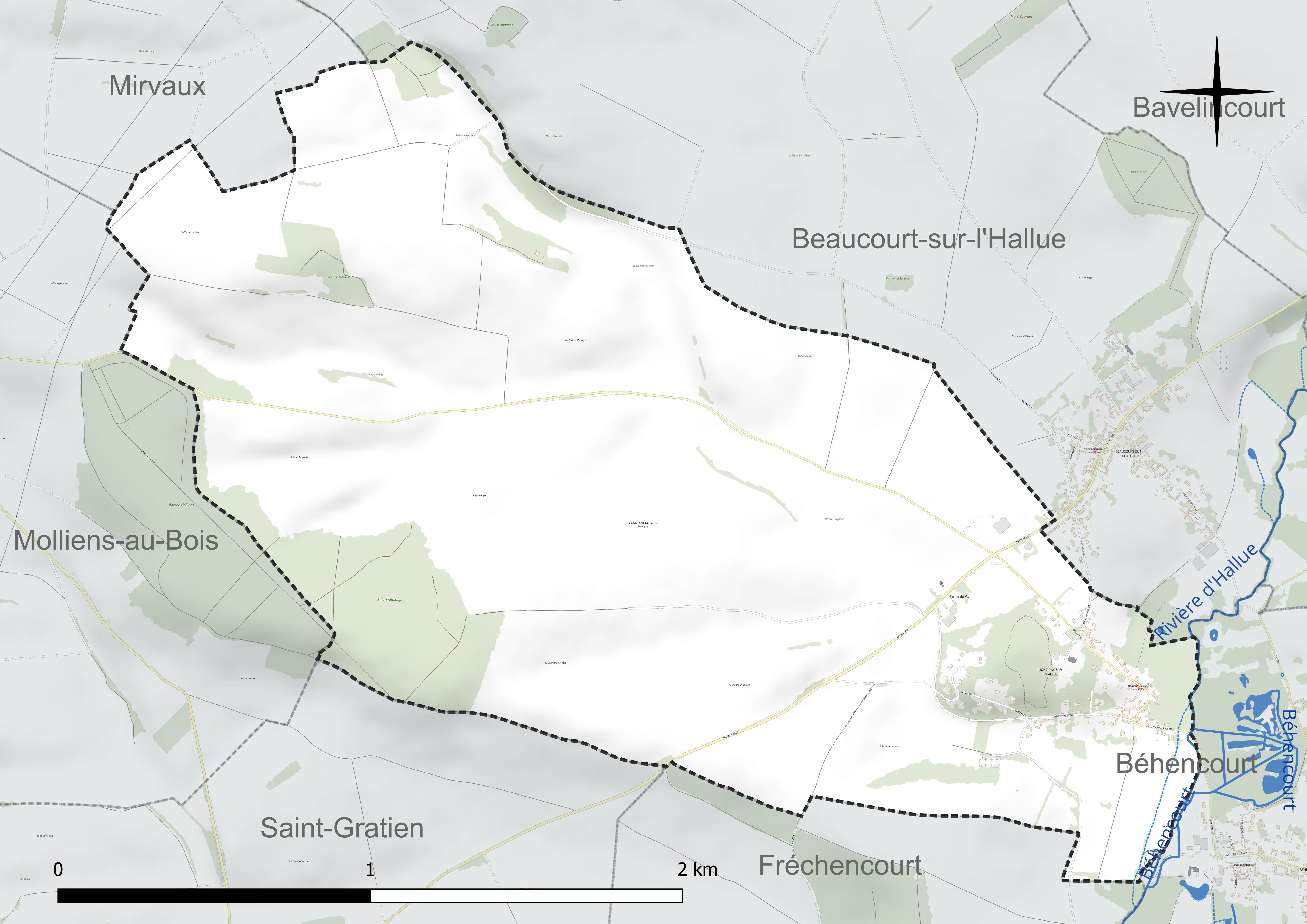
Réseau hydrographique de Montigny-sur-l'Hallue.

#### Gestion et qualité des eaux
Le territoire communal est couvert par le schéma d'aménagement et de gestion des eaux (SAGE) « Somme aval et Cours d'eau côtiers ». Ce document de planification concerne un territoire de 1 835 km2 de superficie, délimité par le bassin versant de la Somme canalisée. Le périmètre a été arrêté le 29 avril 2010 et le SAGE proprement dit a été approuvé le 6 août 2019. La structure porteuse de l'élaboration et de la mise en œuvre est le syndicat mixte d'aménagement hydraulique du bassin versant de la Somme (AMEVA).
La qualité des cours d'eau peut être consultée sur un site dédié géré par les agences de l'eau et l'Agence française pour la biodiversité.

### Climat
Pour des articles plus généraux, voir Climat des Hauts-de-France et Climat de la Somme.
En 2010, le climat de la commune est de type climat océanique dégradé des plaines du Centre et du Nord, selon une étude du CNRS s'appuyant sur une série de données couvrant la période 1971-2000. En 2020, Météo-France publie une typologie des climats de la France métropolitaine dans laquelle la commune est exposée à un climat océanique et est dans la région climatique Nord-est du bassin Parisien, caractérisée par un ensoleillement médiocre, une pluviométrie moyenne régulièrement répartie au cours de l'année et un hiver froid (3 °C).
Pour la période 1971-2000, la température annuelle moyenne est de 10,4 °C, avec une amplitude thermique annuelle de 13,9 °C. Le cumul annuel moyen de précipitations est de 727 mm, avec 12 jours de précipitations en janvier et 8,4 jours en juillet. Pour la période 1991-2020, la température moyenne annuelle observée sur la station météorologique la plus proche, située sur la commune de Glisy à 12 km à vol d'oiseau, est de 11,1 °C et le cumul annuel moyen de précipitations est de 646,6 mm,. Pour l'avenir, les paramètres climatiques de la commune estimés pour 2050 selon différents scénarios d'émission de gaz à effet de serre sont consultables sur un site dédié publié par Météo-France en novembre 2022.

## Urbanisme

### Typologie
Au 1er janvier 2024, Montigny-sur-l'Hallue est catégorisée bourg rural, selon la nouvelle grille communale de densité à sept niveaux définie par l'Insee en 2022.
Elle est située hors unité urbaine. Par ailleurs la commune fait partie de l'aire d'attraction d'Amiens, dont elle est une commune de la couronne,. Cette aire, qui regroupe 369 communes, est catégorisée dans les aires de 200 000 à moins de 700 000 habitants,.

### Occupation des sols
L'occupation des sols de la commune, telle qu'elle ressort de la base de données européenne d'occupation biophysique des sols Corine Land Cover (CLC), est marquée par l'importance des territoires agricoles (92,2 % en 2018), une proportion identique à celle de 1990 (92,2 %). La répartition détaillée en 2018 est la suivante :
terres arables (81,4 %), zones agricoles hétérogènes (10,8 %), forêts (6,9 %), zones humides intérieures (0,9 %), zones urbanisées (0,1 %). L'évolution de l'occupation des sols de la commune et de ses infrastructures peut être observée sur les différentes représentations cartographiques du territoire : la carte de Cassini (XVIIIe siècle), la carte d'état-major (1820-1866) et les cartes ou photos aériennes de l'IGN pour la période actuelle (1950 à aujourd'hui).

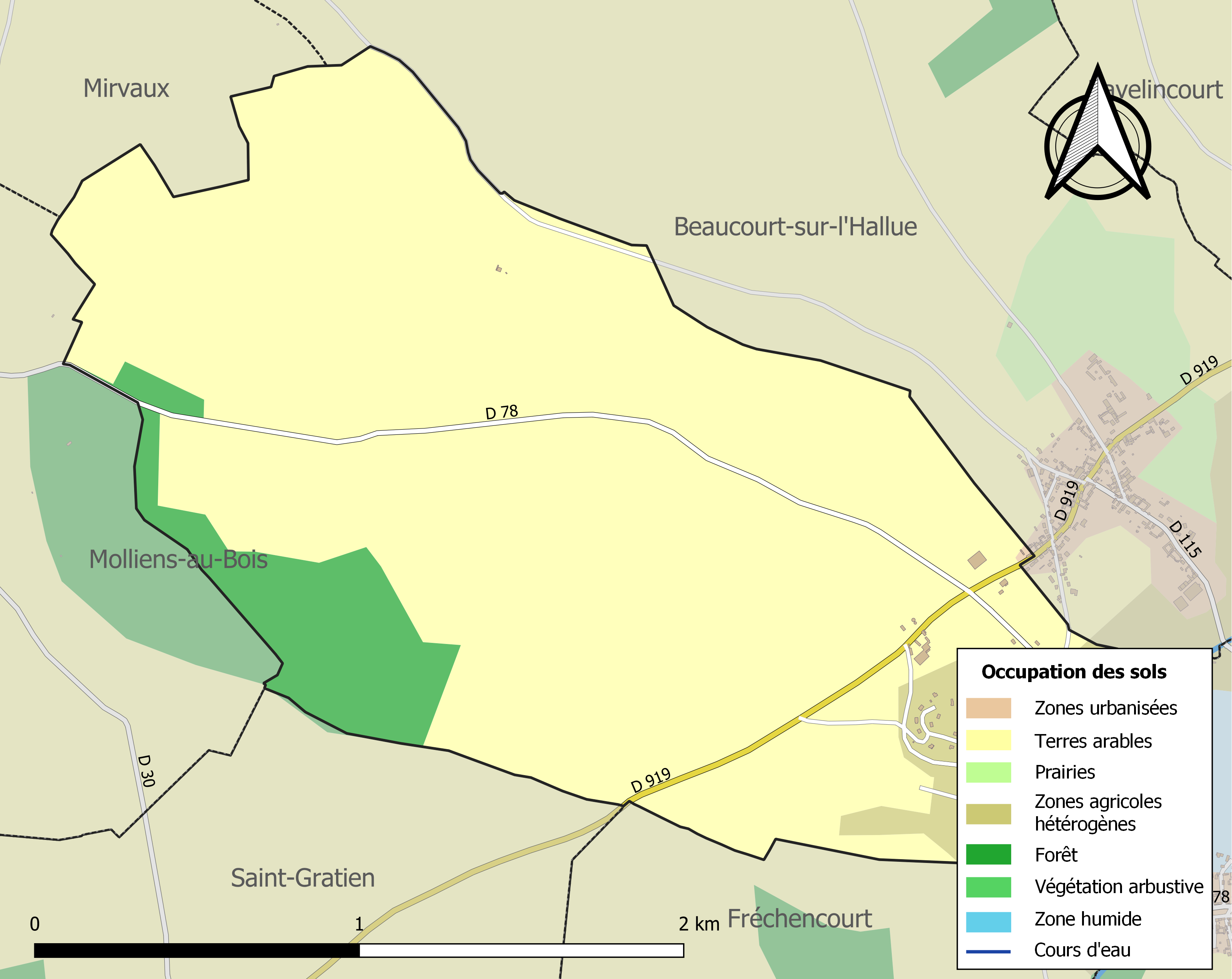
Carte des infrastructures et de l'occupation des sols de la commune en 2018 (CLC).

### Voies de communication et transports
La localité est desservie par les autocars du réseau interurbain Trans'80 Hauts-de-France.

## Toponymie
Le nom de la localité est attesté sous les formes Montenia (116.) ; Monteniacum (117.) ; Montegni (1184) ; Montengni (118.) ; Montegny (1301) ; Montigni (1267-1299) ; Montemgny (1331) ; Montigny (1579) ; Montigny-Villincourt (1728) ; Montigny-Vilaincourt (1764).
L'Hallue est une rivière picarde du département de la Somme, affluent de la Somme.

## Histoire
Des armes de pierre, des poteries et monnaies de l'époque gallo-romaine ont été trouvées sur le territoire. En extrayant la tourbe, on a découvert les traces d'une voie sur pilotis reliant Montigny et Vilaincourt (aujourd'hui dans la commune de Behencourt).
Les fondations d'un château féodal étaient encore visibles en 1830.
Sous Louis XI, Montigny appartenait à la famille de Lalain, du parti de Charles le Téméraire.
En 1636, un corps de cavaliers allemands au service du roi de France, fut capturé par les Espagnols.
Le 23 décembre 1870, le village a été le théâtre de combats, au cours de la bataille de l'Hallue.

## Politique et administration
De 1790 à 1801, la commune relève de l'administration du canton de Contay.

### Liste des maires
| Période                                  | Période       | Identité          | Étiquette | Qualité                                             |
| ---------------------------------------- | ------------- | ----------------- | --------- | --------------------------------------------------- |
| Les données manquantes sont à compléter. |               |                   |           |                                                     |
| 03.10.1900                               | 1904          | Alexandre Dubois  |           |                                                     |
| 01.05.1904                               | 1935          | Paul Dubois       |           |                                                     |
| 12.05.1935                               | 1954          | Aimé Leclercq     |           |                                                     |
| 25.04.1954                               | 1965          | Jean Leclercq     |           |                                                     |
| 26.03.1965                               | 1995          | Paul Fourdinier   |           |                                                     |
| 17.06.1995                               | 2008          | Christian Hubau   |           |                                                     |
| mars 2008                                | 2014          | Marie-Cécile Yvon |           |                                                     |
| 2014                                     | novembre 2023 | Marlène Mirguet   |           | Réélue pour le mandat 2020-2026 Décédée en fonction |
| février 2024                             | En cours      | Dominique Munier  |           | Retraité de la boulangerie                          |

### Intercommunalités
La commune fait partie de la communauté de communes du Territoire Nord Picardie après avoir fait partie de la communauté de communes Bocage Hallue.

### Politique environnementale
Au classement au concours des villes et villages fleuris, une fleur récompense les efforts locaux en faveur de l'environnement.

## Démographie
L'évolution du nombre d'habitants est connue à travers les recensements de la population effectués dans la commune depuis 1793. Pour les communes de moins de 10 000 habitants, une enquête de recensement portant sur toute la population est réalisée tous les cinq ans, les populations de référence des années intermédiaires étant quant à elles estimées par interpolation ou extrapolation. Pour la commune, le premier recensement exhaustif entrant dans le cadre du nouveau dispositif a été réalisé en 2007.

En 2022, la commune comptait 185 habitants, en évolution de −12,32 % par rapport à 2016 (Somme : −1,26 %, France hors Mayotte : +2,11 %).
| 1793 | 1800 | 1806 | 1821 | 1831 | 1836 | 1841 | 1846 | 1851 |
| ---- | ---- | ---- | ---- | ---- | ---- | ---- | ---- | ---- |
| 286  | 299  | 321  | 322  | 328  | 306  | 345  | 346  | 336  |

| 1856 | 1861 | 1866 | 1872 | 1876 | 1881 | 1886 | 1891 | 1896 |
| ---- | ---- | ---- | ---- | ---- | ---- | ---- | ---- | ---- |
| 336  | 292  | 272  | 235  | 228  | 236  | 228  | 176  | 178  |

| 1901 | 1906 | 1911 | 1921 | 1926 | 1931 | 1936 | 1946 | 1954 |
| ---- | ---- | ---- | ---- | ---- | ---- | ---- | ---- | ---- |
| 142  | 142  | 145  | 123  | 104  | 90   | 87   | 66   | 74   |

| 1962 | 1968 | 1975 | 1982 | 1990 | 1999 | 2006 | 2007 | 2012 |
| ---- | ---- | ---- | ---- | ---- | ---- | ---- | ---- | ---- |
| 65   | 67   | 92   | 171  | 174  | 197  | 209  | 211  | 219  |

| 2017 | 2022 | - | - | - | - | - | - | - |
| ---- | ---- | - | - | - | - | - | - | - |
| 205  | 185  | - | - | - | - | - | - | - |

## Culture locale et patrimoine

### Lieux et monuments

#### Église Notre-Dame
La date de construction n'est pas connue. De la partie la plus ancienne, il ne reste que la façade ouest, deux contreforts d'angle et la muraille du côté nord de la nef. Ces éléments sont construits en pierre blanche du pays. La façade est percée d'un portail en ogive voussurée, surmonté d'une baie également ogivale. À une époque plus récente, l'église a été reconstruite sur les anciens soubassements de grès. Les murailles latérales sont faites de treize lits de pierre alternés avec des lits de briques. Du côté nord, cette nouvelle muraille recouvre la muraille originelle.
L'ancienne église, désacralisée, a été reconvertie en salle culturelle et héberge notamment le repas du 14 juillet.

#### Château
De style Louis XIII, la bâtisse est située au centre d'un parc de trois hectares.

#### Oratoire Notre-Dame-des-Champs
Réalisé en 1960, à l'occasion d'une mission.

### Personnalités liées à la commune
- Albin de la Simone, chanteur, compositeur.
- Colonel Basserie, originaire de Montigny : s'est distingué au cours des combats de la guerre 1870-1871.

## Pour approfondir